# King Kong (álbum)
King Kong es el segundo álbum de estudio de la banda de reggae argentina Los Pericos, lanzado en 1988. Gracias al éxito del primer disco la banda pudo elegir productor artístico y la elección recayó en quien fuera un referente musical para ellos, Herbert Vianna de Os Paralamas, con quien hicieron una gran amistad que sigue hasta el día de hoy.

## Lista de canciones
| N.º | Título                   | Escritor(es)                                                      | Duración |  |
| 1.  | «Fronteras en América»   | Hortal · Baleirón · Gravelloni · Gutman · Raiman                  | 3:53     |  |
| 2.  | «Uan Lov» (Instrumental) | Baleirón · Zárate                                                 | 4:33     |  |
| 3.  | «Levin Ruffin Junior»    | Hortal · Baleirón                                                 | 3:33     |  |
| 4.  | «Ocho ríos»              | Hortal · Baleirón                                                 | 3:52     |  |
| 5.  | «Che nena»               | Hortal · Gravelloni · Gutman · Raiman                             | 4:33     |  |
| 6.  | «Reggae Irie»            | Hortal · Baleirón · Gutman · Picas · Raiman · Valentinis · Zárate | 3:56     |  |
| 7.  | «Juntando sangre»        | Hortal · Avendaño · Valentinis                                    | 3:44     |  |
| 8.  | «La pachanga»            | Hortal · Baleirón · Valentinis                                    | 4:15     |  |
| 9.  | «Mangos»                 | Hortal · Gutman                                                   | 6:09     |  |
| 10. | «La bossa»               | Baleirón                                                          | 2:24     |  |

| Edición Remasterizada 2005 - Bonus Tracks |                               |                                                  |          |  |
| N.º                                       | Título                        | Escritor(es)                                     | Duración |  |
| 11.                                       | «Fronteras en América» (Demo) | Hortal · Baleirón · Gravelloni · Gutman · Raiman | 3:44     |  |
| 12.                                       | «Levin Ruffin Junior» (Demo)  | Hortal · Baleirón                                | 3:30     |  |

Nota: Las composiciones fueron extraídas por la Edición Remasterizada del 2005.

## Músicos
| Los Pericos - Ale: Bajo - Marto: Teclados - Bahiano: Voz - Juanchi: Guitarra y coros - Topo: Batería - Willie: Guitarra - Picas: Saxo - Hernan: Bajo - Horace: Saxo alto y tenor - Picas: Tenor - Bonetto: Percusión y coros - Marcelo: Percusión | Invitados - Oscar Feldman: Saxo Alto - Richard Nant: Trompeta - Tubo: Armónica - Herbert Vianna: Guitarra, teclado y coros - Villavicencio: Arreglos en "Levin Rufin Junior" - Andrés Calamaro: Teclados en "Ocho Ríos" |

## Ficha técnica
- Grabado en Panda en octubre de 1988.
- Brewer: Técnico.
- Etkin: Asistente.
- Chacon: Asistente.
- Viana: Productor artístico.
- Arte: Ricardo Raiman - Fernando Baleiron- Federico Raiman - Guillermo Bonetto
- Arte de reedición: Topo Raiman